# Гамбоци
Гамбоци (итал. Gambozzi) је насељено место у Републици Хрватској у Истарској жупанији. Административно је у саставу Града Буја.

## Становништво
Према задњем попису становништва из 2001. године у насељу Гамбоци живело је 100 становника који су живели у 33 породична домаћинства.
Кретање броја становника по пописима 1857—2001.
| година пописа  | 1857. | 1869. | 1880. | 1890. | 1900. | 1910. | 1921. | 1931. | 1948. | 1953. | 1961. | 1971. | 1981. | 1991. | 2001. |
| бр. становника | 0     | 0     | 149   | 150   | 183   | 230   | 0     | 0     | 301   | 199   | 195   | 131   | 134   | 126   | 100   |

Напомена:Исказује се као насеље од 1880. У 1857, 1869, 1921. и 1931. подаци су садржани у насељу Каршете. 